# Ознобишин, Николай Ильич
Никола́й Ильи́ч Озноби́шин (1798, Севастополь — 1853, Полтавская губерния) — действительный статский советник, полтавский гражданский губернатор.

## Биография
Николай Ильич Ознобишин родился в 1798 году в семье капитана 1-го ранга Ильи Ивановича Ознобишина. В 1816 году начал свою службу в лейб-гвардии Финляндском полку, в котором прослужил около 20 лет и в составе которого совершил турецкую кампанию 1828—1829 гг.
За отличия, выказанные в делах против турок в этой кампании, он был награждён орденом св. Анны 3-й степени и св. Владимира 4-й степени.
6 декабря 1834 г. Ознобишин был произведён в полковники и переведён в лейб-гвардии Волынский полк, но в этом полку оставался недолго, так как получил в командование Рязанский, а потом Казанский пехотный полк.
В 1838 г. оставил военную службу и определился в министерство финансов, с переименованием в статские советники.
В 1844 г., уже в чине действительного статского советника, Ознобишин был причислен к министерству внутренних дел, и ему поручено было обревизовать все учреждения того ведомства в Пензенской губернии.
8 марта 1845 г. Ознобишин был назначен Полтавским гражданским губернатором и в этой должности оставался до самой смерти, последовавшей 13 августа 1853 г. в г. Переяславле Полтавской губернии от холеры.